# 余書農
余書農（1983年6月24日—），台灣的棒球選手，為前職業棒球運動員，守備位置為投手。哥哥是旅日輕小說作家三木奈沙。

## 經歷
- 台北縣淡江中學英語科、青棒隊（1998年－2001年）
- 日本國立筑波大學硬式野球部（2002年－2006年3月）
- 中華職棒誠泰Cobras隊日語翻譯（2006年4月－12月）
- 台北縣輔仁大學體育學系碩士班、輔仁大學棒球隊（2007年）
- 冠軍公牛隊（台北乙組棒球隊）（2008年）
- 中華職棒代訓藍隊借將（2008年）
- 中華職棒興農牛隊日語翻譯（2009年－2010年）
- 中國北京達陣體育發展有限公司棒球投手教練（2010年－2012年9月）
- 中國北京交通大學棒球隊教練（2010年－2012年9月）
- 中國北京師範大學第三附中棒球隊教練（2010年－2012年9月）
- 中華職棒兄弟象隊（2013年2月－2014年11月）

## 職棒生涯成績
| 年度   | 球隊   | 出賽 | 勝投 | 敗投 | 中繼 | 救援 | 完投 | 完封 | 三振 | 四死 | 責失 | 投球局數 | 防禦率 |
| ------ | ------ | ---- | ---- | ---- | ---- | ---- | ---- | ---- | ---- | ---- | ---- | -------- | ------ |
| 2013年 | 兄弟象 | 0    | 0    | 0    | 0    | 0    | 0    | 0    | 0    | 0    | 0    | 0        | 0      |
| 合計   | 1年    | 0    | 0    | 0    | 0    | 0    | 0    | 0    | 0    | 0    | 0    | 0        | 0      |

## 脚注
1. ↑  . 2016-09-10. （原始内容存档于2016-09-10）.

## 外部連結
- 余書農在台灣棒球維基館上的頁面（繁體中文）
- 余書農在中華職棒官網 （中文）上的頁面